# Plutoid

Các thiên thể phía ngoài Hải Vương tinh chủ yếu

Các plutoid là những hành tinh lùn nằm trên quỹ đạo quay xung quanh Mặt Trời, nhưng ở xa hơn Hải Vương tinh (hành tinh xa nhất của Hệ Mặt Trời hiện nay); có khối lượng đủ để có hình dạng gần như hình cầu, và không được kéo theo các vật thể nhỏ hơn khác trong quỹ đạo của mình. Các vệ tinh của Plutoid không được coi là plutoid cho dù chúng có khối lượng đủ lớn để tự cân bằng hình dạng.
Các hành tinh tí hon khác, Ceres, không phù hợp với định nghĩa về plutoid vì chúng nằm trong vành đai thiên thạch giữa Hỏa tinh và Mộc tinh.
Tên gọi này được Hiệp hội thiên văn quốc tế đưa ra vào ngày 11 tháng 6 năm 2008.
Plutoids are celestial bodies in orbit around the Sun at a semimajor axis greater than that of Neptune that have sufficient mass for their self-gravity to overcome rigid body forces so that they assume a hydrostatic equilibrium (near-spherical) shape, and that have not cleared the neighbourhood around their orbit. Satellites of plutoids are not plutoids themselves, even if they are massive enough that their shape is dictated by self-gravity.

## Danh sách các plutoid
Hiện chỉ có một số thiên thể được cho là plutoid của Hệ Mặt Trời:
- Diêm Vương tinh (Pluto)
- Eris
- Haumea (hành tinh lùn)
- Makemake (hành tinh lùn)

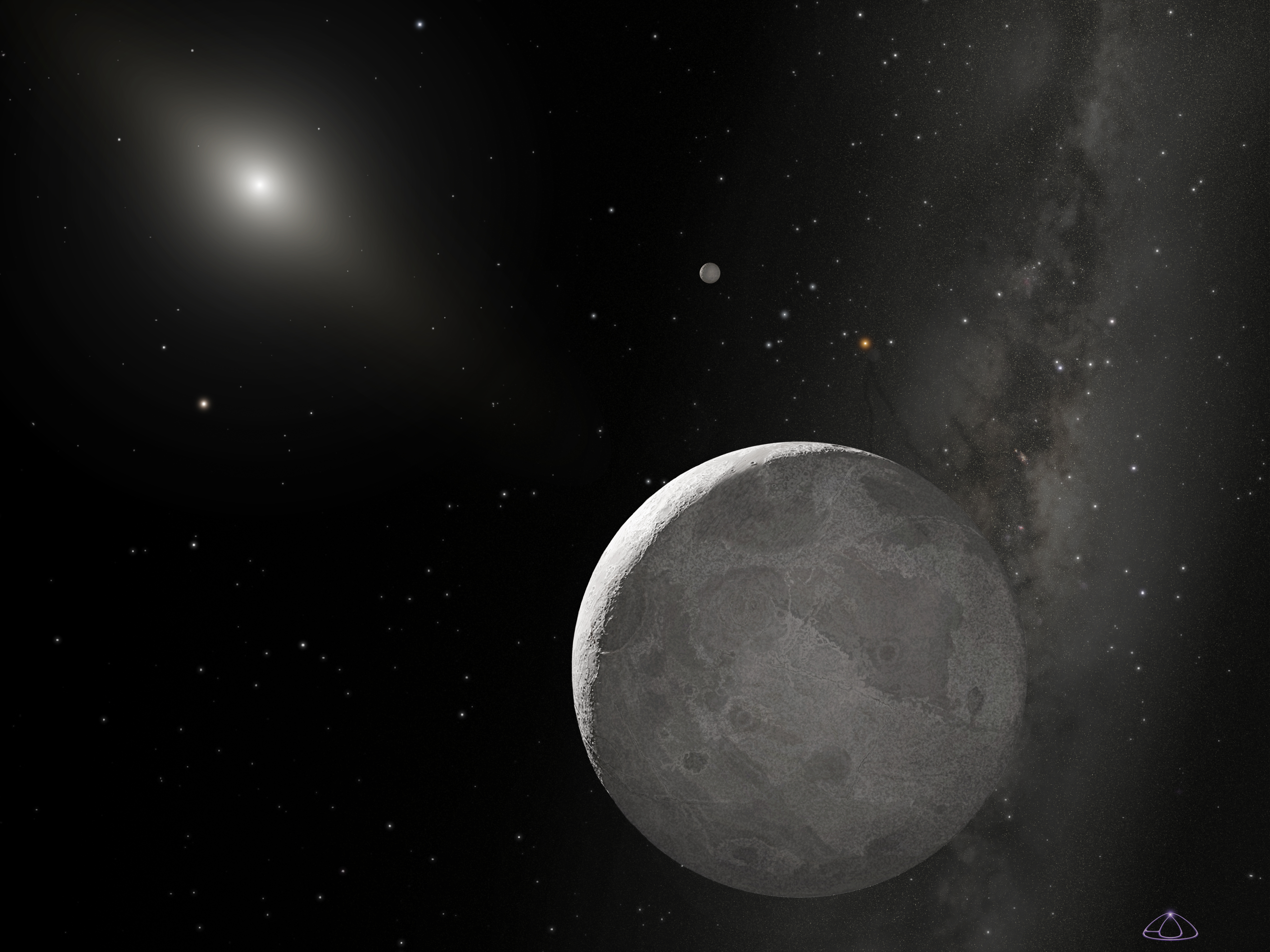
Eris và vệ tinh Dysnomia của nó
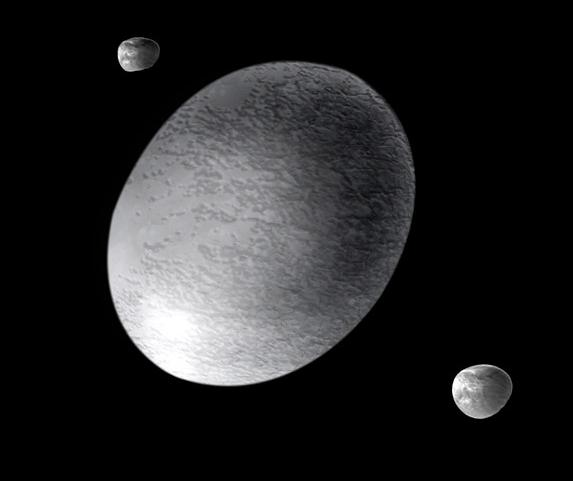
Hành tinh lùn Haumea và vệ tinh của nó
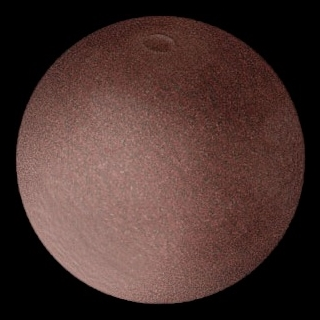
Hành tinh lùn Makemake

| Tên                                                               | Sao Diêm Vương                          | Haumea                    | Makemake                  | Eris                            |
| ----------------------------------------------------------------- | --------------------------------------- | ------------------------- | ------------------------- | ------------------------------- |
| Minor planet number                                               | 134340                                  | 136108                    | 136472                    | 136199                          |
| Cấp sao tuyệt đối                                                 | −0,7                                    | +0,17                     | -0,48                     | −1,12 ± 0,01                    |
| Albedo                                                            | 0,49–0,66                               | 0,7 ± 0,1                 | 0,8 ± 0,2                 | 0,86 ± 0,07                     |
| Đường kính                                                        | 2390 km                                 | ~1960×1518×996 km         | 1300–1900 km              | 2400±300 km                     |
| Khối lượng kg so với Trái Đất                                     | 1,305 × 1022 kg ,0022                   | (4,2 ± 0,1)×1021 kg ,0007 | ~4 × 1021 kg ,0007 (est.) | (1,67 ± 0,02) × 1022 kg ,0025   |
| Khối lượng riêng (Mg/m³)                                          | 2,03 ± 0,06                             | 2,6–3,3                   | ~2                        | 2,3 ± 0,3                       |
| Gia tốc rơi tự do (m/s2)                                          | 0,58                                    | ~ 0,44 (varies)           | ~0,5                      | ~0,8                            |
| Chu kỳ tự quay quanh trục (d) (theo ngày sidereal)                | -6,387 18 (retrograde)                  | 0,163 14                  | ?                         | > 0,3 ?                         |
| Bán kính quỹ đạo* (AU) Bán trục lớn theo km                       | 29,66-49,30 39,481 686 77 5 906 376 200 | 35,2–51,5 43,3 6 484 000  | 38,5-53,1 45,8 6 850 000  | 37,77-97,56 67,668 1 10 210 000 |
| Chu kỳ quỹ đạo*(a) (theo năm sidereal)                            | 248,09                                  | 285,4                     | 309,88                    | 557                             |
| Vận tốc quỹ đạo (theo km/s)                                       | 4,7490                                  | 4,484                     | 4,419                     | 3,436                           |
| Độ lệch tâm quỹ đạo                                               | 0,248 807 66                            | 0,188 74                  | 0,159                     | 0,441 77                        |
| Độ nghiêng quỹ đạo                                                | 17,141 75°                              | 28,19°                    | 28,96°                    | 44,187°                         |
| Độ nghiêng của xích đạo so với quỹ đạo (hay Độ nghiêng trục quay) | 119,61°                                 |                           |                           |                                 |
| Nhiệt độ bề mặt (theo K)                                          | 40                                      | 30                        | 32±3                      | ~30                             |
| Số lượng vệ tinh tự nhiên                                         | 3                                       | 2                         | 0                         | 1                               |
| Ngày phát hiện                                                    | ngày 18 tháng 2 năm 1930                | ngày 28 tháng 12 năm 2004 | ngày 31 tháng 3 năm 2005  | ngày 21 tháng 10 năm 2003       |

### Các thiên thể tương đương khác
Ngoài ra, có một số ứng cử viên là các thiên thể nằm ở phía ngoài Sao Hải Vương, có kích thước gần tương tự (nhỏ hơn 4 thiên thể trên):
- Lớn hơn 900 km:

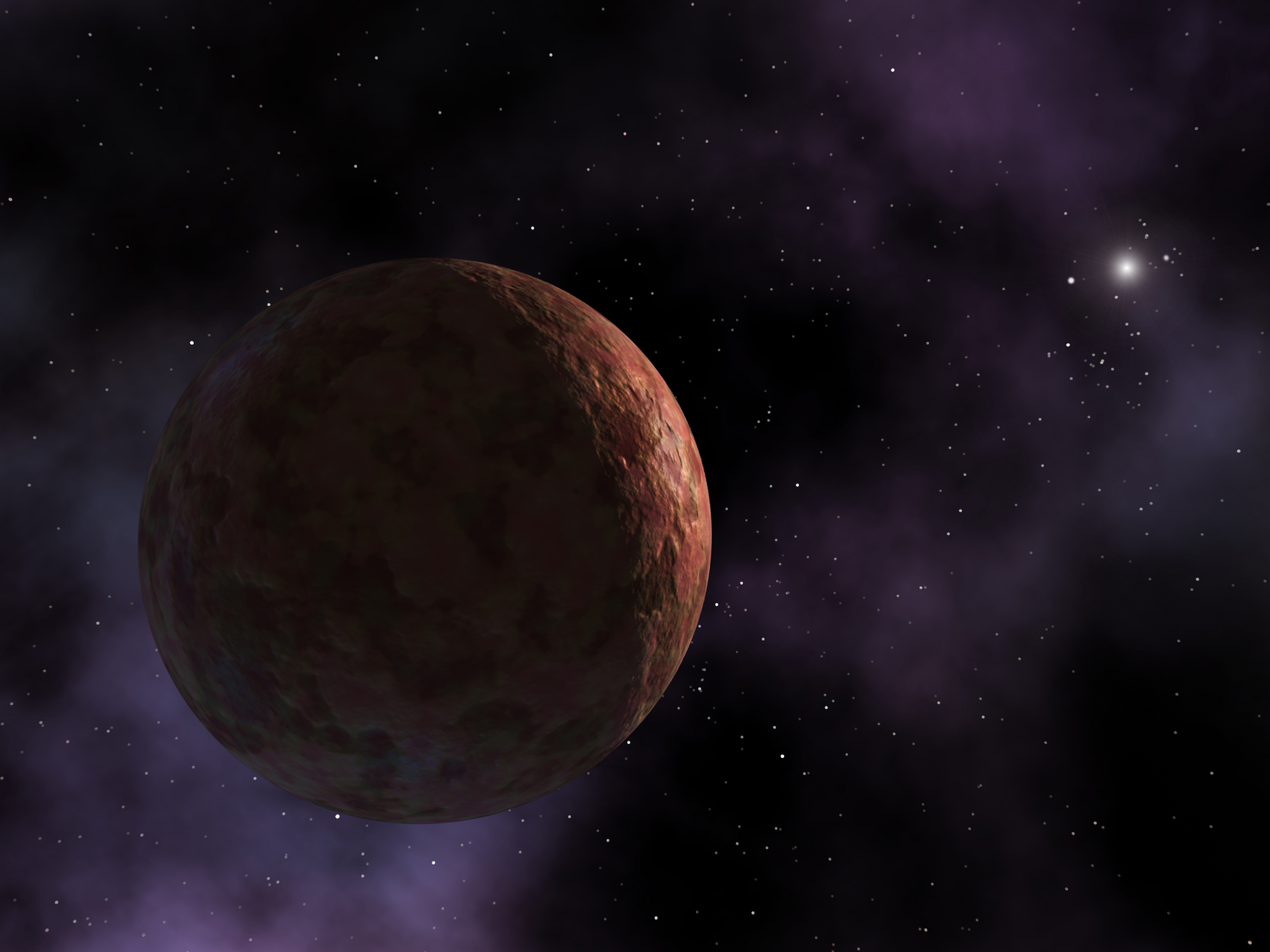
Sedna có đường kính lớn nhất <1600 km
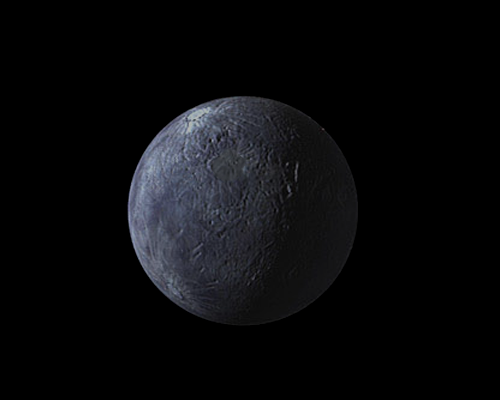
Orcus 946.3 +74.1/−72.3 km
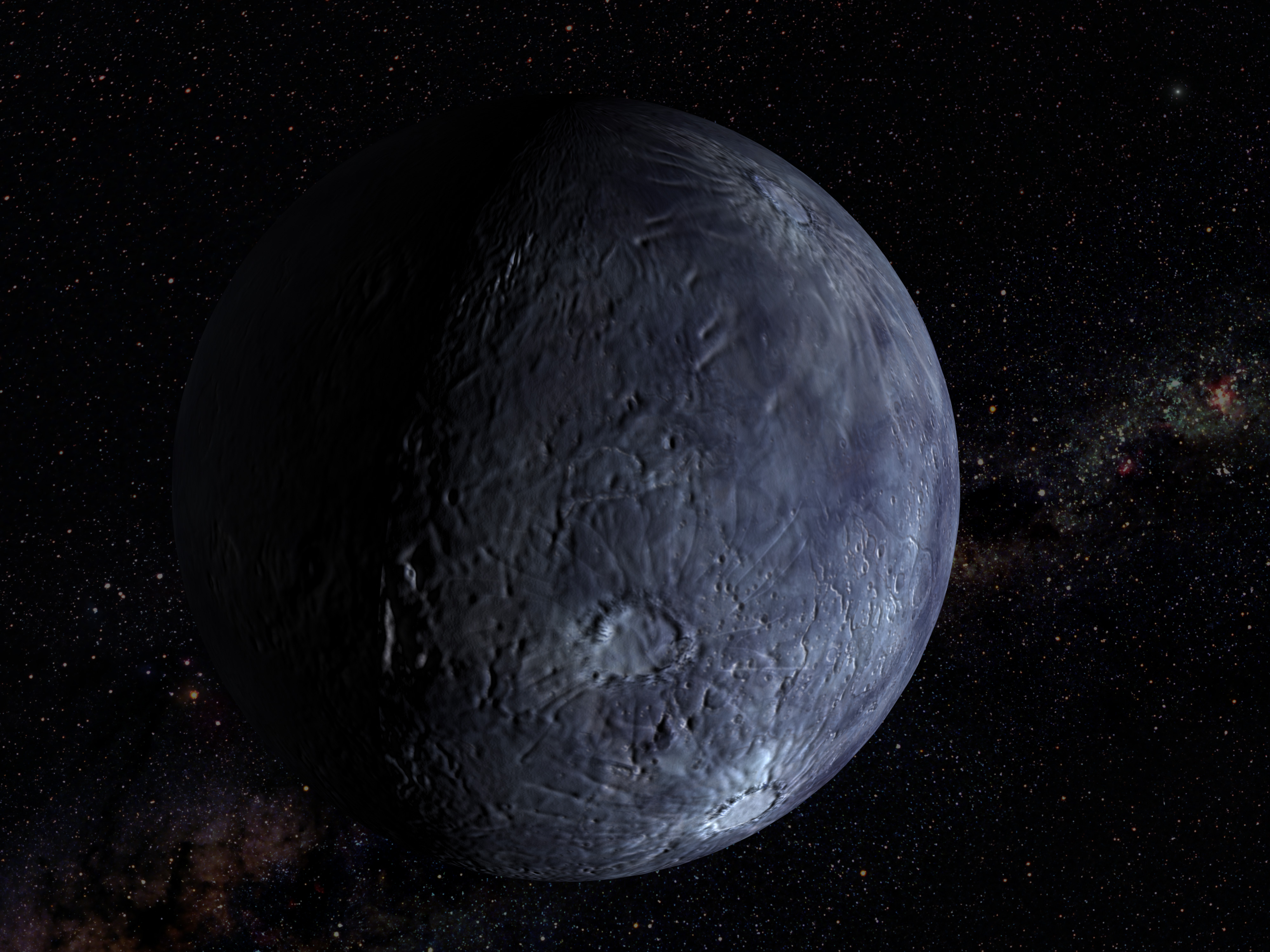
Quaoar 844 +207/−190 km
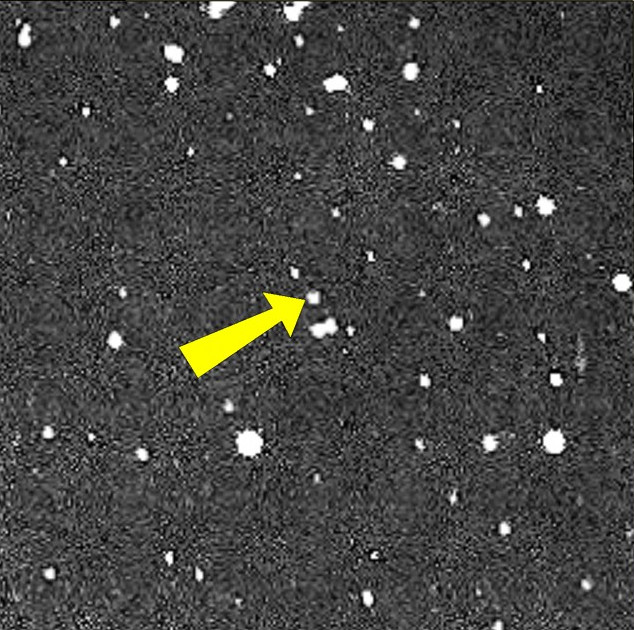
Ixion 980 km
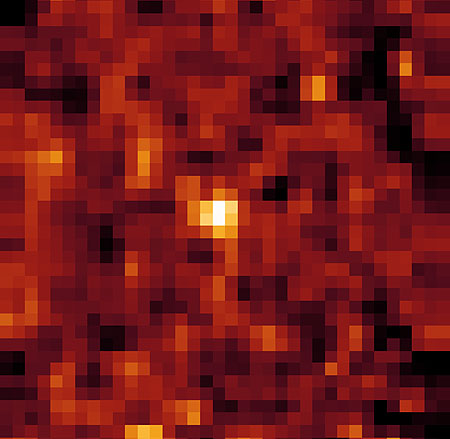
55565 Aya

- Từ 500 đến 900 km
- Từ 400 đến 500 km

| Name               | Category          | Estimated diameter (km) | Estimated diameter (km) | Estimated diameter (km) | Estimated diameter (km) | Magnitude (H) | Mass (×1020 kg) | Orbital radius (AU) |
| Name               | Category          | by                      | by                      | by                      | by                      | Magnitude (H) | Mass (×1020 kg) | Orbital radius (AU) |
| ------------------ | ----------------- | ----------------------- | ----------------------- | ----------------------- | ----------------------- | ------------- | --------------- | ------------------- |
| Orcus              | plutino (1 moon)  | 1,100                   | 909                     | 946                     | 1,500                   |               | 6.2–7.0         | 39.12               |
| Pluto              |                   |                         |                         |                         |                         |               |                 | 39.48               |
| Ixion              | plutino           | 980                     | 570                     | 650                     | 1,065                   |               | ~5.8            | 39.65               |
| Huya               | plutino           | 480                     | 480                     | —                       | —                       |               | 0.8–1.6?        | 39.76               |
| Varuna             | cubewano          | 780                     | 874                     | 500                     | 900                     |               | ~5.9            | 42.90               |
| (55636) 2002 TX300 | Haumean cubewano  | 800                     | 709                     | —                       | —                       |               | 1.6–3.7         | 43.11               |
| Haumea             |                   |                         |                         |                         |                         |               |                 | 43.34               |
| Quaoar             | cubewano (1 moon) | 1,290                   | 1,260                   | 844                     | 1,200                   |               | 10–26           | 43.58               |
| Makemake           |                   |                         |                         |                         |                         |               | 45.79           |                     |
| Aya                | cubewano          | 940                     | 793                     | 735                     | 890                     |               | ~5.2            | 47.30               |
| (84522) 2002 TC302 | 5:2 SDO           | 710                     | 1,200                   | 1,150                   | —                       |               | 0.78            | 55.02               |
| Eris               |                   |                         |                         |                         |                         |               |                 | 67.67               |
| (15874) 1996 TL66  | SDO               | —                       | 632                     | 460–690                 | —                       |               | 2.6?            | 82.90               |
| Sedna              | detached object   | 1,800                   | 1,500                   | < 1,600                 | < 1,500                 |               | 17–61           | 486.0               |